# دم‌خاری شانه‌سرخ
دم‌خاری شانه‌سرخ (نام علمی: Synallaxis hellmayri)، گونه‌ای از پرندگان در زیرخانواده Furnariinae از خانواده تنورمرغان (Furnariidae) و بومی برزیل است.